# Les chemins de ma maison
Les chemins de ma maison (pl. Ścieżki mego domu) to francuski album Kanadyjskiej piosenkarki Céline Dion wydany w Quebecu (Kanada) 7 września 1983. To czwarty francuski album wokalistki.

## Inne informacje
Album dostał złoty certyfikat w Kanadzie za sprzedanie ponad 100 000 kopii. Otrzymał nagrodę Félix Award za najlepiej sprzedający się album roku. Pierwszy singiel „Mon ami m'a quittée” szczytował na liście przebojów Quebec charts przez dziewięć tygodni. „Ne me plaignez pas” (drugi singiel) to francuska adaptacja „Please Don't Sympathise” oryginalnie wykonana przez Sheenę Easton. Francuski tekst został napisany przez Eddy'ego Marnaya.

## Lista utworów
1. „Mon ami m'a quittée” - 3:00
2. „Toi sur ta montagne” - 3:58
3. „Ne me plaignez pas” - 3:00
4. „Vivre et donner” - 2:28
5. „Mamy Blue” - 3:22
6. „Du soleil au cœur” - 2:40
7. „Et puis un jour” - 3:12
8. „Hello mister Sam” - 4:12
9. „La dodo la do” - 3:00
10. „Les chemins de ma maison” - 4:15